# 印尼马来人
印尼马来人（爪夷文：اورڠ ملايو ايندونيسيا）是居住在印度尼西亚各地的马来人，是该岛国的原居族群之一。印尼拥有的马来人人口數量仅次于马来西亚。印尼馬來人的母語印尼语是印尼的民族语言。 印度尼西亚苏门答腊岛和加里曼丹岛歷史上曾有许多马来人建立的王国，例如三佛齐、末罗瑜和坤甸苏丹国等國家。

## 历史

### 苏门答腊
马来人在苏门答腊岛建立了許多王国，包括末罗瑜、三佛齐、日里、Dharmasraya、锡亚苏丹国和廖內—林加蘇丹國。 

### 加里曼丹
日本占领东印度群岛後，於1943年－1944年期间屠杀了加里曼丹大部分马来人精英，并将所有的马来苏丹斩首，是為坤甸事件。
蘇哈托倒台期间，加里曼丹马来人的民族主义情緒高漲，他們與達雅族在三發暴動中殺害了不少移居當地的马都拉人。